# Amphilinidea
Amphilinidea są to tasiemce nieczłonowane, których kształt ciała jest liściasty lub taśmowaty, z drobnym wgłębieniem na przednim końcu, którego ścianki mogą się uwypuklać, tworząc krótki, ale ruchliwy ryjek. W tym samym miejscu znajduje się ujście gruczołów przednich. Pokrywy ciała składają się z oskórka, dość grubej warstwy włókienek mięśni poprzecznych, mięśni podłużnych, oraz komórek gruczołowych. Włókna mięśni grzbieto-brzusznych przebiegają przez całą grubość miąższu. Układ wydalniczy złożony jest z sieci mających ujście w podłużnym pęcherzu wydalniczym z otworem na tylnym końcu ciała. W skład układu nerwowego wchodzą dwa podłużne pnie nerwowe, biegnące po bokach ciała, połączone poprzecznym spoidłem za ryjkiem. Porównując układ rozrodczy tych organizmów, a tasiemców wykazuje on pewne ważne różnice. Między innymi brak tutaj torebki prąciowej, która jest zastąpiona przewodem wytryskowym, uchodzącym do  wgłębienia w okolicy otworu wydalniczego. Macica natomiast jest długą cewką dwukrotnie zagiętą, a jej otwór znajduje się wzdłuż bocznych pól robaka, pomiędzy żółtnikami. Jajnik zawsze jest pojedynczy i mieści się on w tylnej części ciała. Zależnie od gatunku mogą występować dwie lub jedna pochwa. Składane przez nie jaja nie posiadają wieczka. Już w macicy następuje rozwój embrionalny, który doprowadza do wytworzenia typowej larwy likofory. Larwa ta charakteryzuje się obecnością w tylnym końcu ciała pięciu par haków i dwunastu dużych komórek gruczołowych, które to mają ujście na przednim końcu ciała. Najbardziej znanym przedstawicielem tej gromady jest Amphilina foliacea.